# بیشکه (شهرستان چوی)
بیشکه (به لاتین: Beysheke) یک منطقهٔ مسکونی در قرقیزستان است که در شهرستان کمین واقع شده‌است. بیشکه ۸۹۷ نفر جمعیت دارد و ۱٬۲۲۳ متر بالاتر از سطح دریا واقع شده‌است.